# Opel-Gang
Opel-Gang ('Banda del Opel' en alemán) es el álbum de debut del grupo alemán de punk rock Die Toten Hosen. Fue lanzado en 1983 por la discográfica Totenkopf en una edición de 20.000 unidades y fue producido por Trini Trimpop y Jochen Hülder. El sencillo Reisefieber pertenece a este LP. El disco fue remasterizado y relanzado en 2007, obteniendo la certificación de disco de oro.
El título hace referencia a una noticia local de un periódico de Düsseldorf sobre una pandilla juvenil que cometía pequeños robos y se daba a la fuga en coches de la marca Opel tuneados. El nombre del disco sirvió para bautizar a una banda argentina que hace versiones de los Toten Hosen.

## Lista de canciones
1. Tote Hose − 1:24 (Introducción instrumental)
2. Allein vor deinem Haus oder Dein Vater der Boxer ("Solo frente a tu casa o tu padre el boxeador") − 2:18 (Música: von Holst, Frege / letras: Frege, Meurer, Trimpop)
3. Modestadt Düsseldorf ("Düsseldorf, ciudad de moda") − 2:16 (Die Toten Hosen / Frege)
4. Reisefieber ("Fiebre del viaje") − 3:46 (Breitkopf, Frege, von Holst, Meurer, Trimpop / Frege)
5. Kontakthof[n. 1] − 2:38 (von Holst / Frege)
6. Opel-Gang ("Banda del Opel") − 1:47 (von Holst, Frege / Breitkopf, Frege, von Holst, Meurer, Trimpop)
7. Willi muß ins Heim ("Willi debe ir a la residencia") − 2:17 (von Holst / Trimpop, Frege, Meurer)
8. Wehende Fahnen ("Banderas ondeantes") − 3:08 (von Holst, Frege / Trimpop, Frege)
9. Schwarzer Mann ("El hombre negro") − 2:20 (Die Toten Hosen / Frege)
10. Geld ("Dinero") − 2:13 (Frege, von Holst / Meurer, Trimpop, Frege)
11. Ülüsü − 2:33 (Meurer, von Holst, Frege / Frege)
12. Es ist nichts gewesen ("No ha sido nada") − 2:38 (von Holst / Frege)
13. Sommernachtstraum ("Sueño de una noche de verano") − 1:37 (von Holst / Trimpop, Meurer, Frege)
14. Hofgarten ("Jardín de la corte") − 3:07 (von Holst, Meurer, Breitkopf / von Holst)
15. Bis zum bitteren Ende − ("Hasta el amargo final") 2:19 (Frege / Frege)

1. ↑  Palabra para referirse al patio interior de un burdel.